# Timothy Gudsell

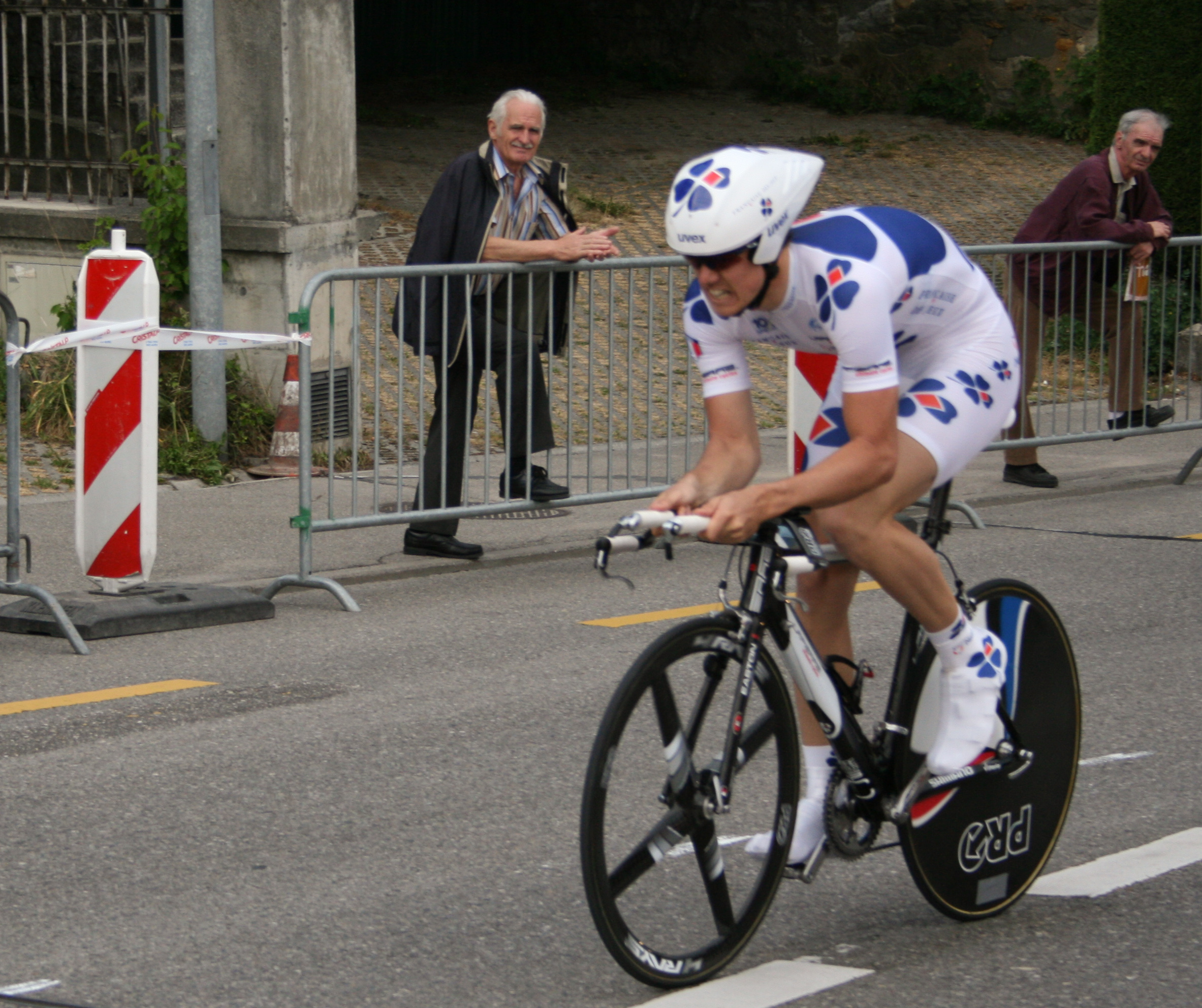
Au Tour de Romandie 2007

Timothy Gudsell, né le 17 février 1984 à Feilding, est un coureur cycliste néo-zélandais.

## Biographie
En 2011, il retourne en Nouvelle-Zélande en intégrant l'équipe PureBlack Racing, avec un statut de leader.

## Palmarès sur route

### Par années
- 2002
  -  Champion de Nouvelle-Zélande sur route juniors
  - 2e du championnat de Nouvelle-Zélande du contre-la-montre juniors
- 2003
  - 2e du championnat de Nouvelle-Zélande sur route espoirs
  - 2e du championnat de Nouvelle-Zélande du contre-la-montre espoirs
  - 3e du Tour de Wellington
- 2004
  - 1re étape du Tour de Wellington (contre-la-montre)
  - 1re étape du Tour de Southland (contre-la-montre par équipes)
  - 2e du championnat de Nouvelle-Zélande sur route espoirs
  - 3e du championnat de Nouvelle-Zélande du contre-la-montre espoirs
- 2005
  - 1re étape du Tour de Southland (contre-la-montre par équipes)
  - 2e de la Ronde du Sidobre
  - 2e du Lake Taupo Cycle Challenge
  - 2e du championnat de Nouvelle-Zélande du critérium
- 2006
  - 1re étape du Tour de Wellington
  - Ronde et Boucles Gersoises
  - Tour du Haut-Anjou :
    - Classement général
    - 2e étape

  - 2e du Tour de Wellington
  - 2e du Trophée des Châteaux aux Milandes
- 2010
  -  Champion de Nouvelle-Zélande du critérium
- 2011
  - Tour de Somerville
  - Taupio-Napier Classic
  - 6e étape du Tour de Southland
  - 3e du Tour de Southland

### Résultats sur les grands tours

#### Tour d'Italie
2 participations
- 2007 : abandon (7e étape)
- 2008 : 136e

#### Tour d'Espagne
1 participation
- 2009 : 136e

### Classements mondiaux
| Année            | 2006   | 2007 | 2008 | 2009 | 2010 | 2011 | 2012 |
| ---------------- | ------ | ---- | ---- | ---- | ---- | ---- | ---- |
| UCI America Tour |        |      |      |      |      | 326e |      |
| UCI Europe Tour  | 1 078e |      |      |      |      |      |      |
| UCI Oceania Tour | 8e     |      |      |      |      | 15e  | 35e  |

## Palmarès sur piste

### Championnats du monde
- Los Angeles 2005
  - 4e de la poursuite par équipes
- Bordeaux 2006
  - 16e de la course aux points

### Coupe du monde
- 2004
  - 2e de la poursuite par équipes à Aguascalientes
- 2004-2005
  - 2e de la poursuite par équipes à Los Angeles
- 2005-2006
  - 1er de la poursuite par équipes à Manchester (avec Jason Allen, Hayden Godfrey et Marc Ryan)
- 2007-2008
  - 2e de la poursuite par équipes à Pékin

### Jeux du Commonwealth
- Melbourne 2006
  -  Médaillé de bronze de la poursuite par équipes

### Championnats d'Océanie
| Édition / Épreuve | Poursuite individuelle | Poursuite par équipes                            | Course aux points | Scratch | Américaine |
| 2003              |                        | Argent                                           |                   |         |            |
| 2005              | Bronze                 | Or (avec Marc Ryan, Jason Allen et Peter Latham) | Or                | Or      |            |
| 2007              |                        | Argent                                           |                   |         | Bronze     |

### Jeux océaniens
- 2005
  -  Médaillé d'or du scratch
  -  Médaillé d'or de la poursuite par équipes (avec Marc Ryan, Jason Allen et Peter Latham)
  -  Médaillé d'or de la course aux points
  -  Médaillé de bronze de la poursuite

### Championnats de Nouvelle-Zélande
- 2003
  -  Champion de Nouvelle-Zélande du scratch
- 2006
  -  Champion de Nouvelle-Zélande de l'américaine (avec Marc Ryan)
  - 2e de la poursuite par équipes